# Rodolfo Gustavo da Paixão
Le maréchal Rodolfo Gustavo da Paixão (São Brás do Suaçuí, alors district d'Entre Rios de Minas, 13 juillet 1853 - Rio de Janeiro, 18 novembre 1925) était un militaire, homme politique et poète brésilien, retraité en 1913 du grade de brigadier général, atteignant le grade de maréchal lors du passage à la réserve. Il était abolitionniste et républicain, faisant de grands discours aux masses,,.

## Biographie
Il a servi à Cruz Alta, Rio Grande do Sul, où il a épousé, en 1883, Josephina Annes Dias da Paixão, fille du colonel Diniz Dias, Barão de São Jacó, l'un des fondateurs de la municipalité d'Ibirubá.
Il était un cousin d'Antônio Jacó da Paixão, l'un des signataires de la Constitution brésilienne de 1891.
Après la proclamation de la République, il est nommé président de l'État de Goiás par le gouvernement provisoire du maréchal Deodoro da Fonseca, le 24 décembre 1889. Il prend ses fonctions le 24 février 1890. Le 20 janvier 1891, il quitte la présidence de l'État de Goiás, reprise le 18 juillet 1891.
Leopoldo de Bulhões et ses alliés ont promulgué la Constitution de l'État de Goiás le 1er juin 1891. Rodolpho Paixão, dans un décret du 10 juillet 1891, a annulé le mandat des vingt-quatre parlementaires qui avaient signé le procès-verbal d'ouverture de l'Assemblée constituante. et le poursuivi pour les crimes de désobéissance, de sédition et d'usurpation de fonction. Avec la démission du président de la République, le maréchal Deodoro da Fonseca et l'investiture du vice-président, le maréchal Floriano Peixoto, il est démis de la présidence de l'État de Goiás le 7 décembre 1891.
Lors de la révolte de l'Armada de 1893, il commande la garnison du Minas Gerais.
Rodolfo Paixão a été directeur de la colonie militaire de l'Alto Uruguai, chef des travaux militaires dans les États de Rio de Janeiro, Paraná, Minas Gerais et Rio Grande do Sul et intervenant dans l'État du Maranhão dans le gouvernement de Nilo Peçanha. Il fut également député fédéral du Minas Gerais en 1897 et réélu pour les cinq législatures suivantes. Rodolfo Gustavo da Paixão a présidé le Comité de la marine et de la guerre de la Chambre des députés et a été l'un des parlementaires qui a le plus brillamment travaillé pour le remodelage de Montepio.

## Documents

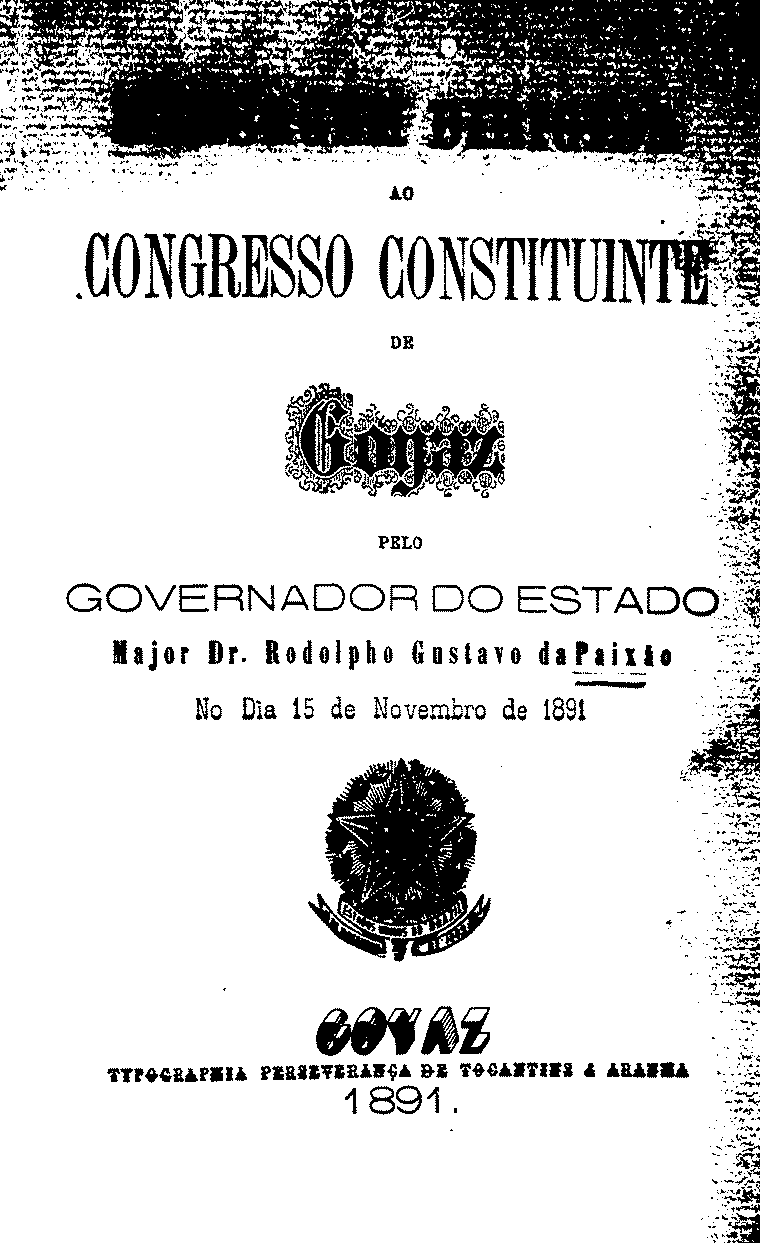
"Mensagem Dirigida ao Congresso Constituinte de Goyaz"
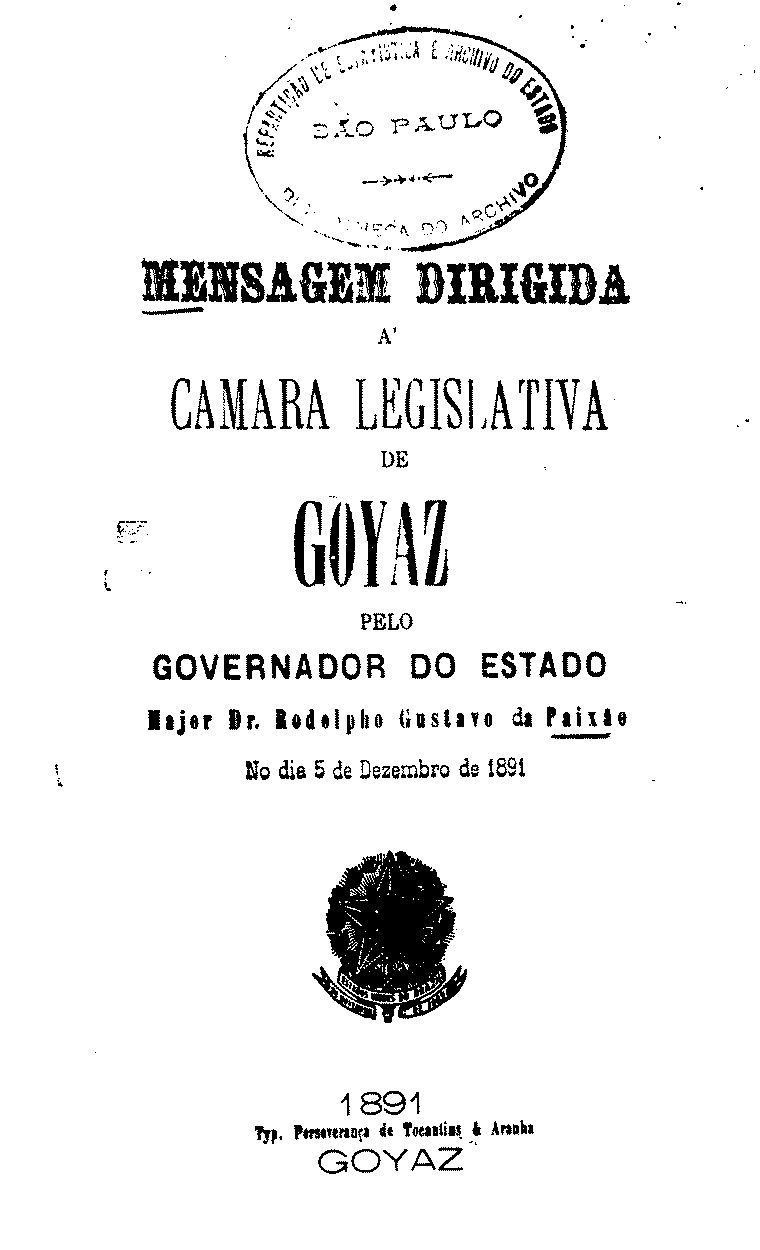
"Mensagem Dirigida à Câmara Legislativa de Goyaz"
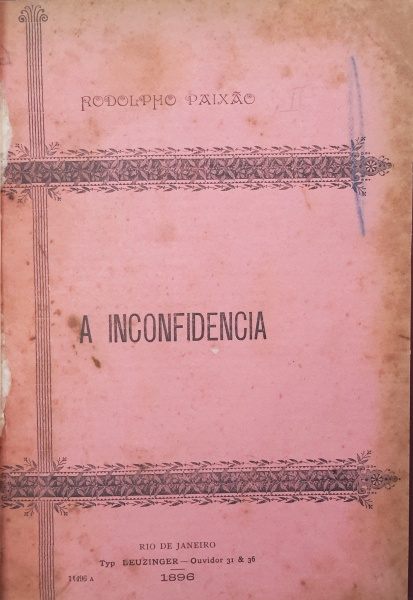
"A Inconfidencia"
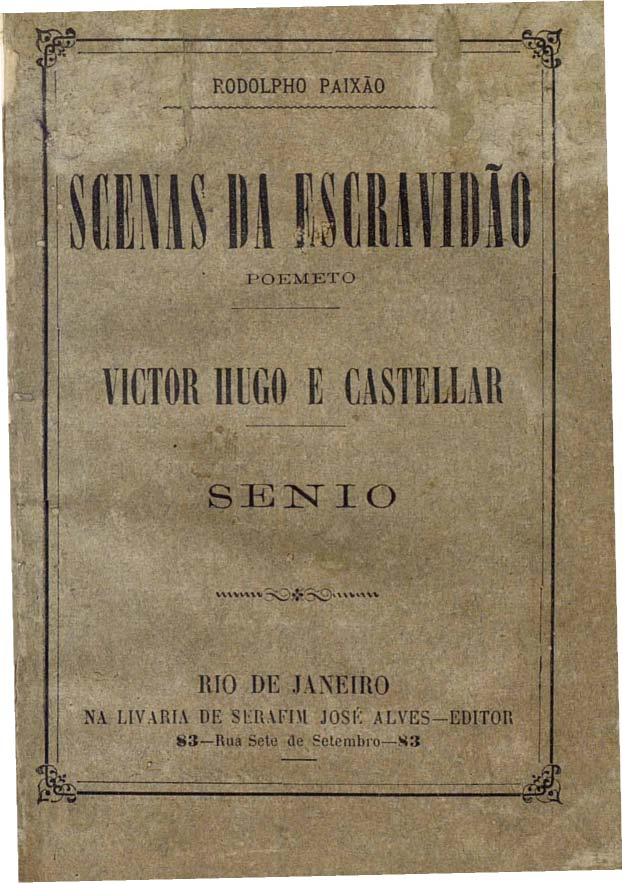
"Scenas da Escravidão"
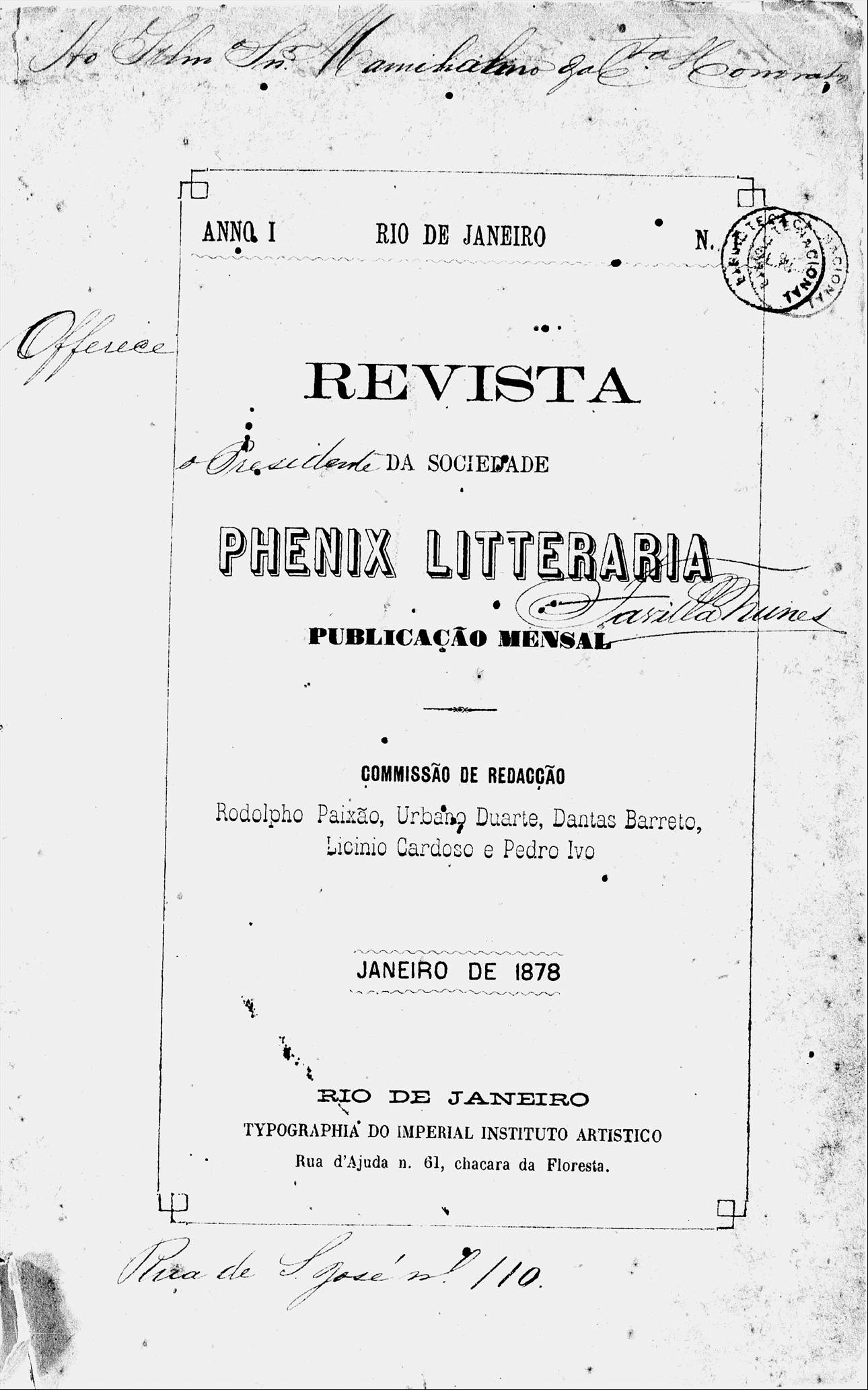
"Revista da Sociedade Phenix Litteraria"